# 兴华街道 (满洲里市)
兴华街道，是中华人民共和国内蒙古自治区呼伦贝尔市满洲里市下辖的一个乡镇级行政单位。

## 行政区划
兴华街道下辖以下地区：
湖北社区、湖东社区和湖西社区。